# Voxtorps kyrka, Jönköpings län
Voxtorps kyrka är en kyrkobyggnad som är belägen tre kilometer nordväst om samhället Bor i Värnamo kommun i Småland. Den är församlingskyrka i Voxtorps församling, Östbo-Västbo kontrakt i Växjö stift.

## Kyrkobyggnaden
Den nuvarande kyrkans föregångare var enligt en teckning en medeltida stenkyrka bestående av ett långhus med ett rektangulärt kor tvärt avskuret i öster. Torn saknades och istället var kyrkans två klockor upphängda i en fristående klockstapel. Medeltidskyrkan revs när nuvarande kyrkobyggnad uppfördes. På grund av att kyrkan blev för liten för den växande socknens befolkning väcktes frågan om ombyggnad eller nybyggnad.
Efter många och långdragna överläggningar fattade socknen beslut att bygga en helt ny kyrka. Den nya kyrkan uppfördes av sten åren 1841–1843 efter ritningar av arkitekt Samuel Enander. Kyrkan invigdes Allhelgonasöndagen 1845 av häradsprosten och riksdagsmannen Daniel Nordin i Villstad.
En renovering genomfördes 1930 efter förslag av arkitekt Paul Boberg. Mittfönstret på norra sidan murades igen och i bänkraderna lades nya golv. Altarskåp och medeltida dopfunt placerades vid norra väggen. Elektrisk uppvärmning installerades. Senaste renoveringen ägde rum 1977.
Kyrkan som är uppförd i nyklassicistisk stil består av rektangulärt långhus med rundat kor i öster och torn i väster. Vid långhusets norra sida finns en vidbyggd sakristia. Taket över långhus, kor och torn är belagt med kopparplåt, medan sakristians tak är belagt med spån. Torntaket har en öppen lanternin krönt av en korsglob. Interiören är av salkyrkotyp med tunnvalvstak. De båda korfönstren som flankerar altaruppställningen är försedda med glasmålningar med bibliska motiv utförda 1930 av Albert Eldh.

## Inventarier
- Altaruppställningen består av kolonner som bär upp ett trekantigt överstycke med en strålsol. Uppställningen omger en målning av Kilian Zoll 1846 föreställande ett kors med svepduk och törnekrans.
- Altarringen består av en halvcirkel med svarvade balusterdockor.
- Predikstolen tillverkades 1844 efter ritningar av Carl-Gustaf Blom-Carlsson. På dess ryggstycke finns en strålsol målad i gråblått med guldornament.
- En kyrkkista från 1100-talet finns numera på Historiska museet.
- Dopfunten är daterad till 1100-talet och anses höra till Njudungsgruppen. I koret finns en dopfunt av ek skänkt till kyrkan 1911.
- Ett 335 cm högt processionskrucifix är sannolikt från slutet av 1100-talet.
- I kyrkan finns delar av ett medeltida rökelsekar.
- Altaruppsats i barock från gamla kyrkan skänkt 1735 av friherrinnan Magdalena Eleonora Rosenstierna Liljehök på Edh.
- Över bänkraderna hänger ljuskronor av mässing som skänkta till kyrkan 1783, 1844 samt 1951. Ljuskronorna elektrifierades 1947 och fram till 1977 hängde de över mittgången.
- En röd mässkrud är från slutet av 1600-talet.
- Apostlabilder från 1600-talet.
- Bänkinredning med dörrar mot mittgången.
- Orgelläktare med utsvängt mittstycke prydd med en lyra.

## Orgel
- Orgeln som byggdes 1852 av Johan Nikolaus Söderling är mekanisk och har sjutton stämmor. Fasaden är ritad av Carl-Gustaf Blom-Carlsson.
- 1877 tillbyggdes orgeln med pedalverk av Carl Elfström, Ljungby.
- 1959 renoverades orgelverket av Bröderna Moberg, Sandviken.

| Huvudverk I    | Öververk II       | Pedal         | Koppel |
| Borduna 16’    | Rörflöjt 8’ B/D   | Subbas 16’    | I/P    |
| Principal 8’   | Viola da Gamba 8' | Violoncell 8’ | II/P   |
| Gedacht 8’ B/D | Principal 4’      | Basun 16'     | II/I   |
| Fugara 8’      | Täckflöjt 4'      |               |        |
| Oktava 4'      | Flauta Piccola 2' |               |        |
| Qvinta 3’      |                   |               |        |
| Oktava 2'      |                   |               |        |
| Mixtur 4 chor  |                   |               |        |
| Trumpet 8' B/D |                   |               |        |

## Bildgalleri

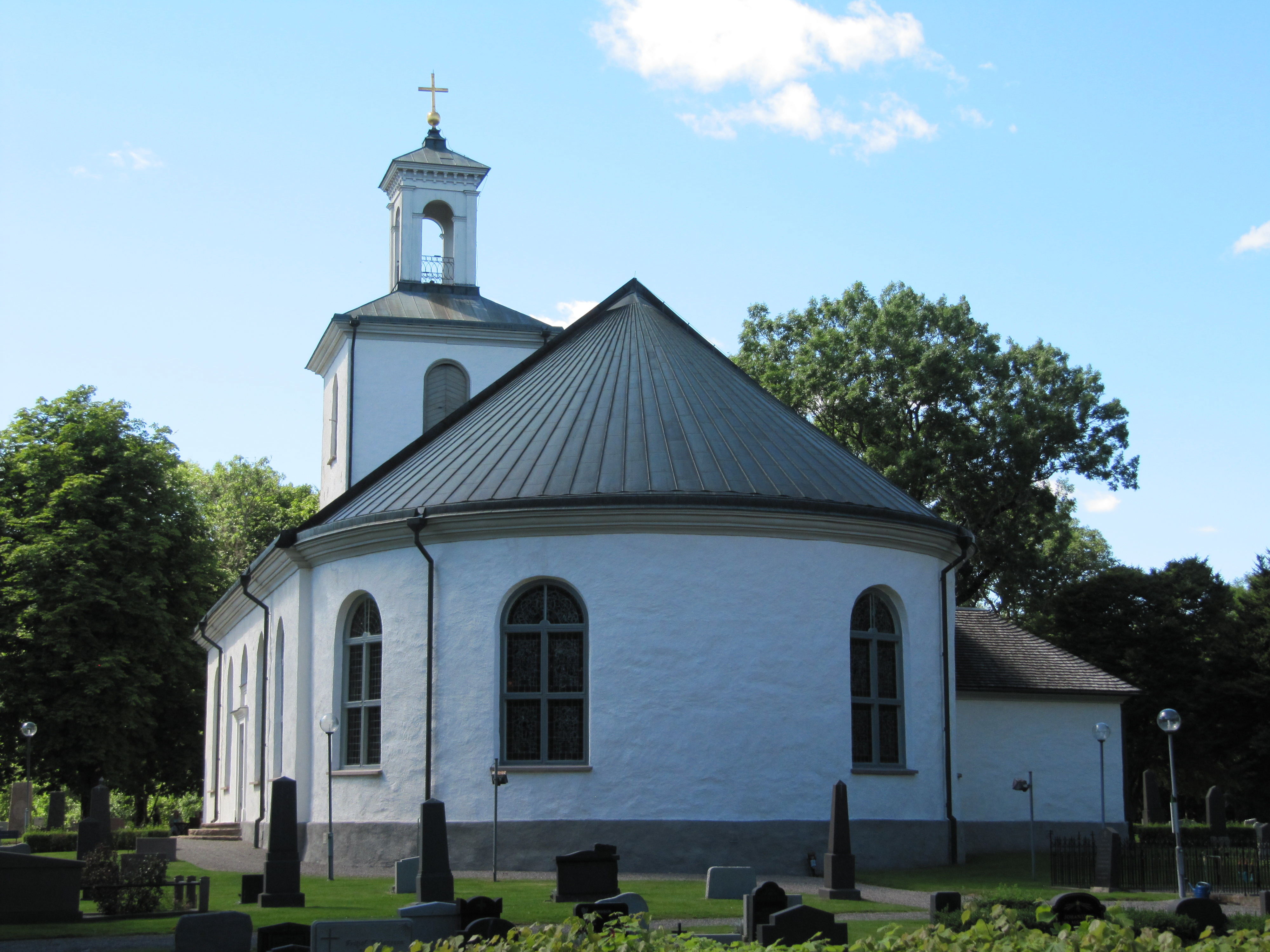
Kyrkan från öster
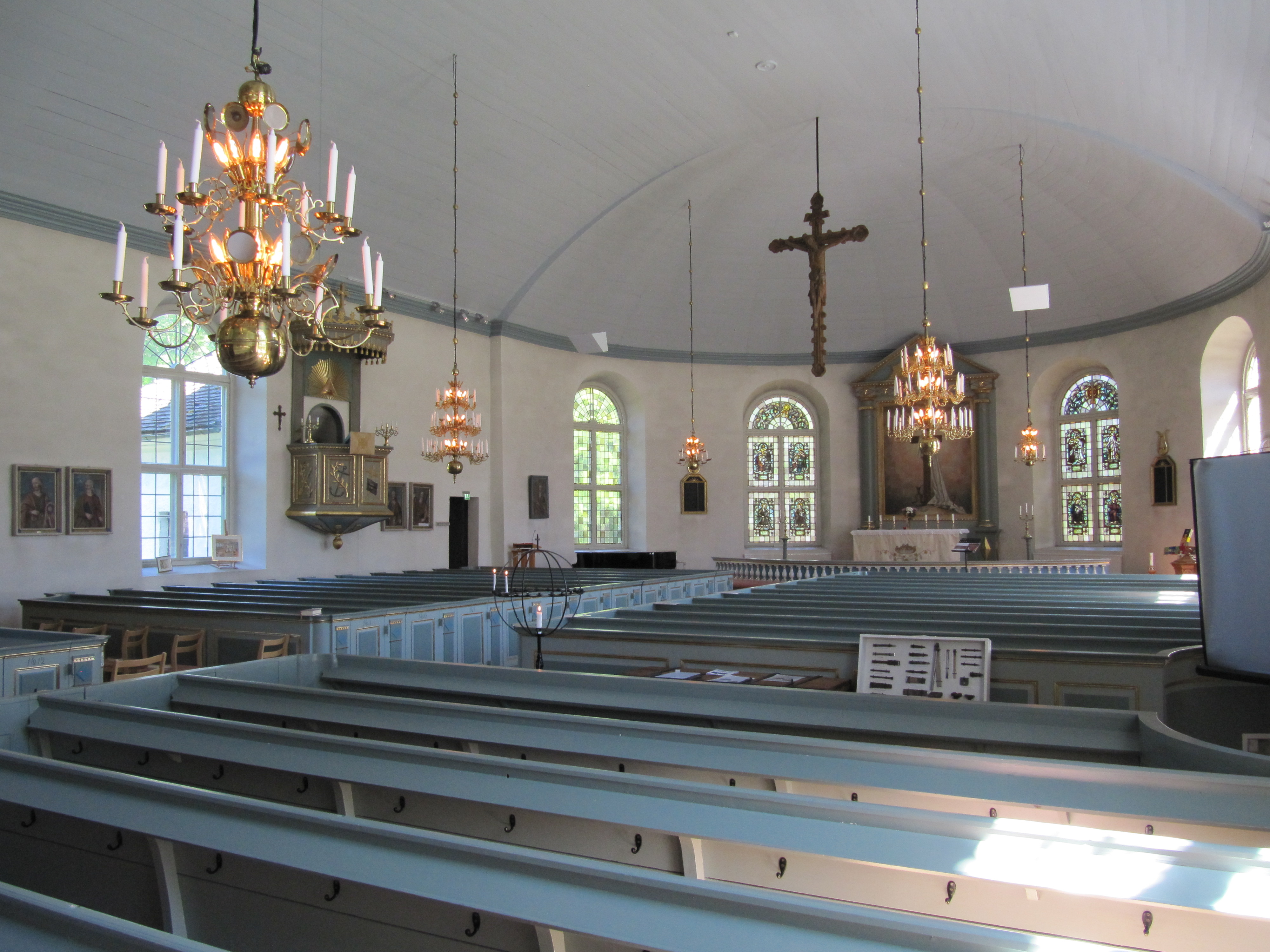
Interiör mot öster
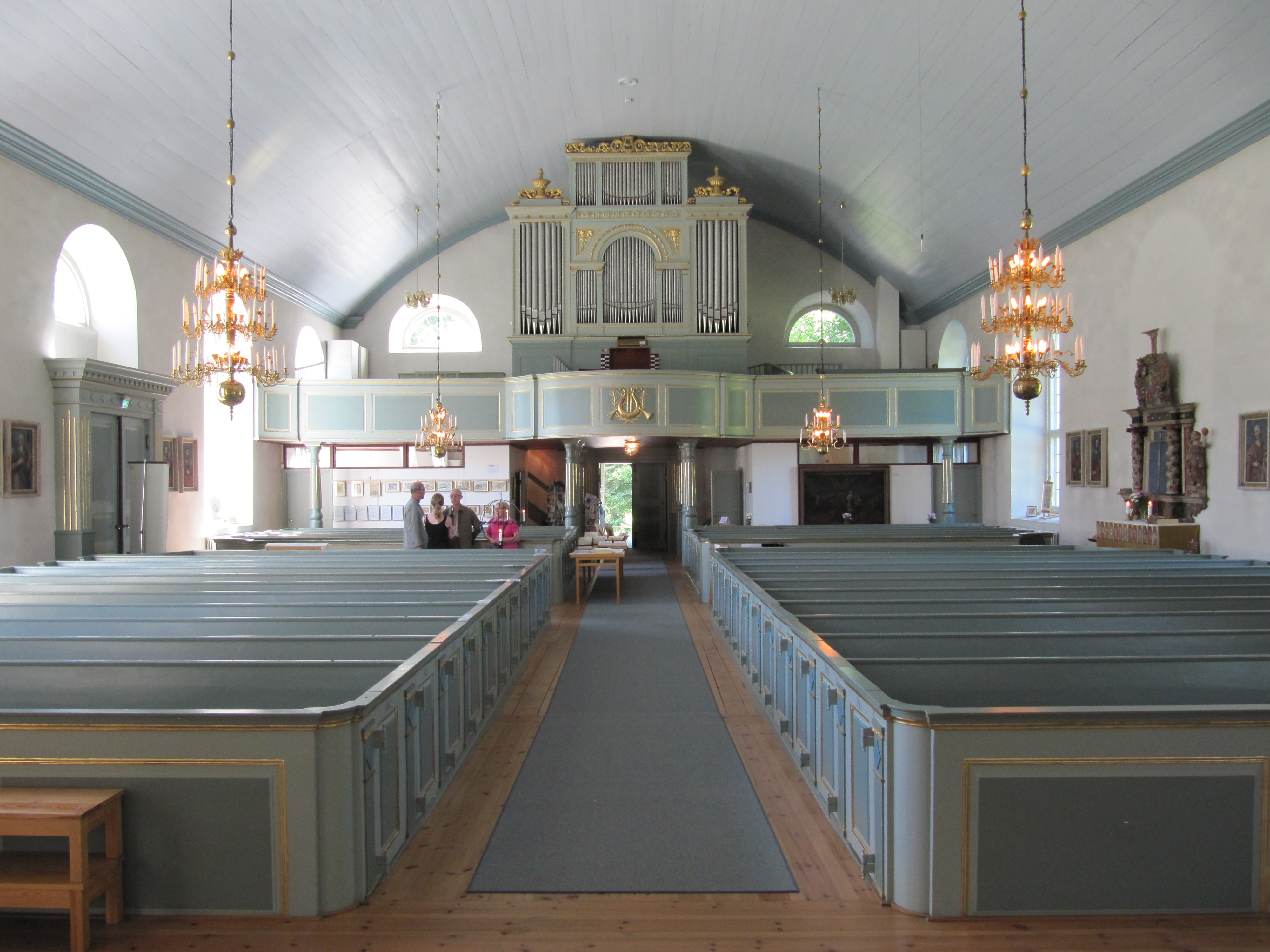
Kyrkorum mot väster
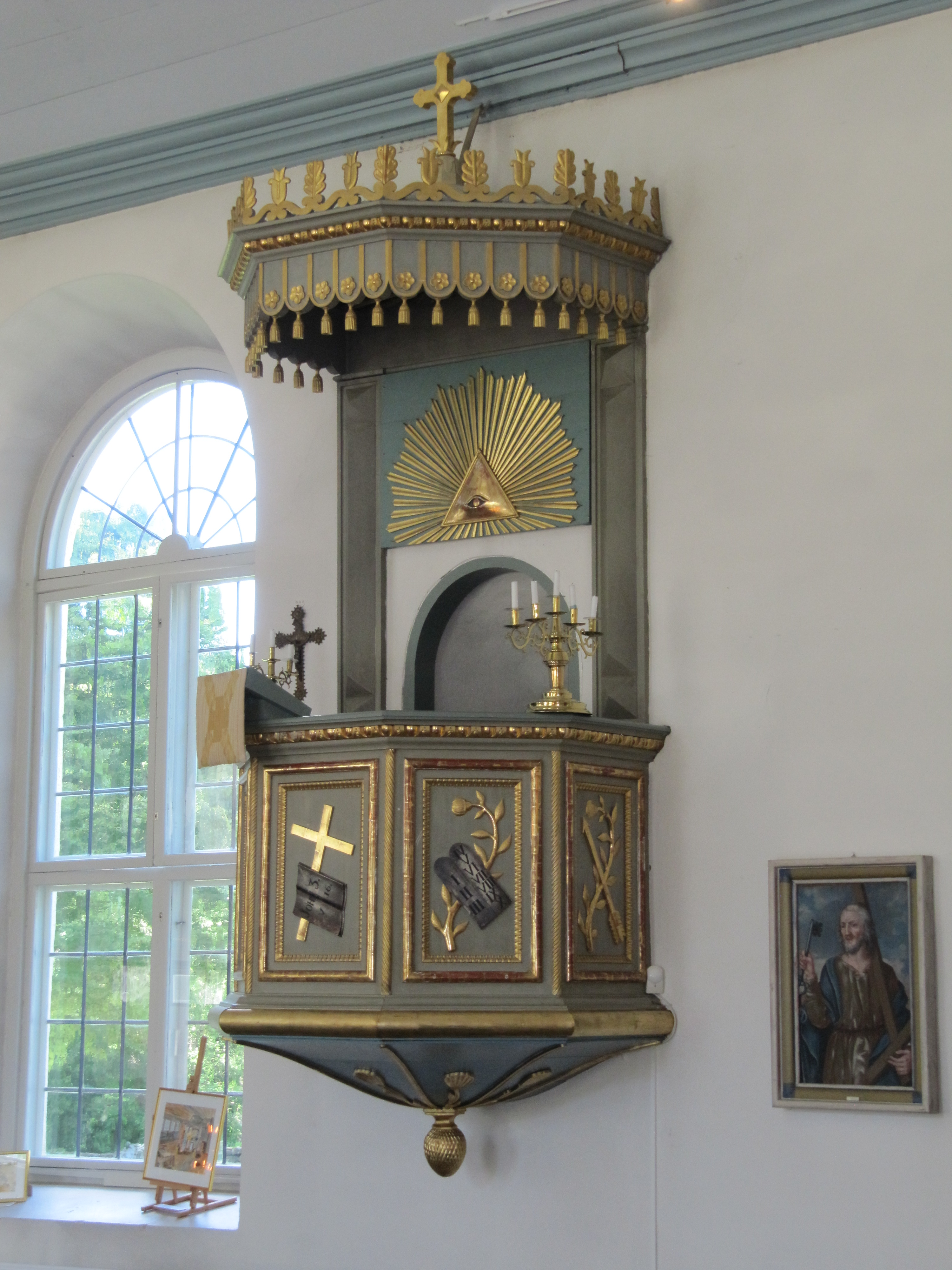
Predikstol
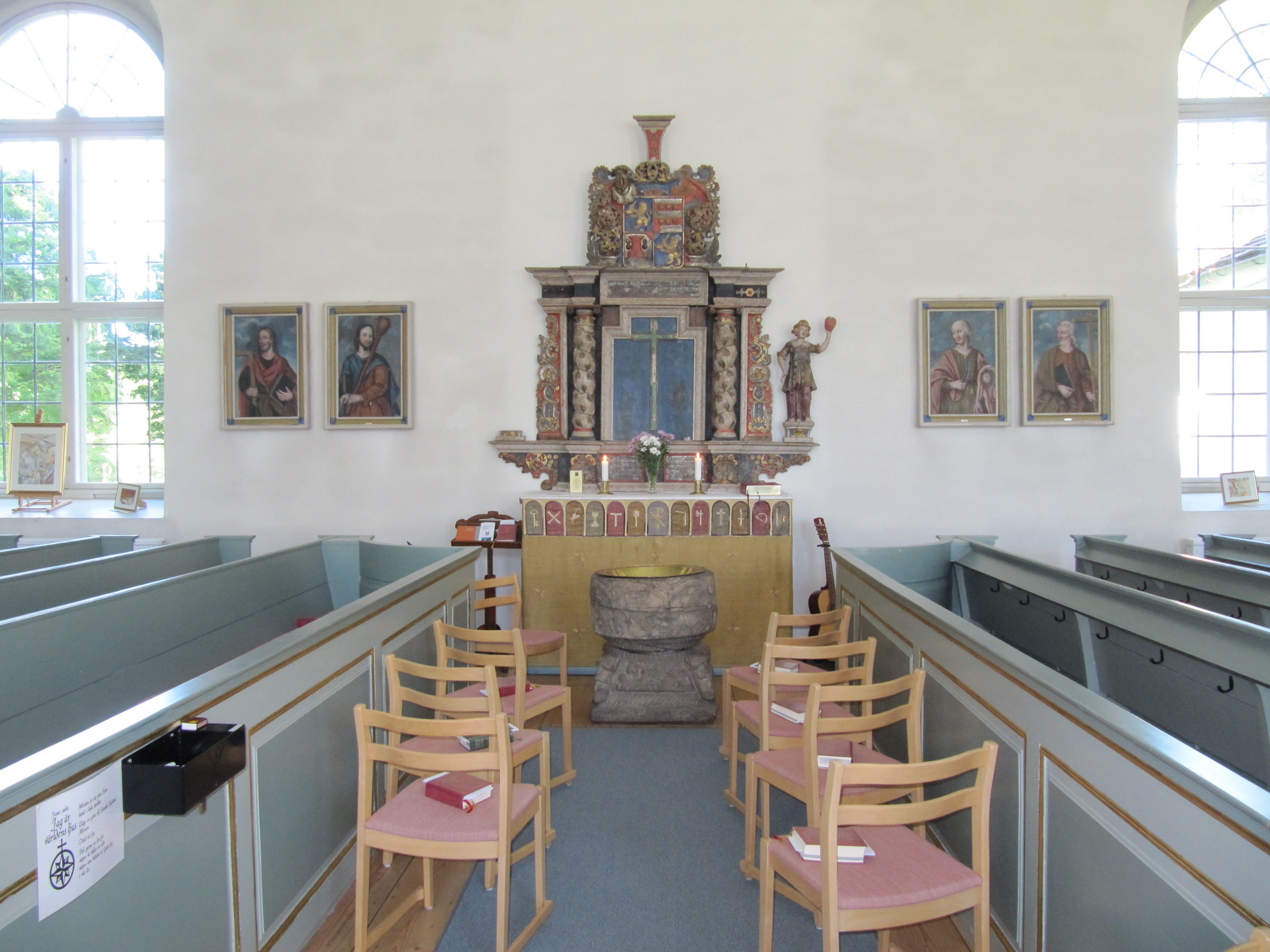
Altaruppsats och dopfunt
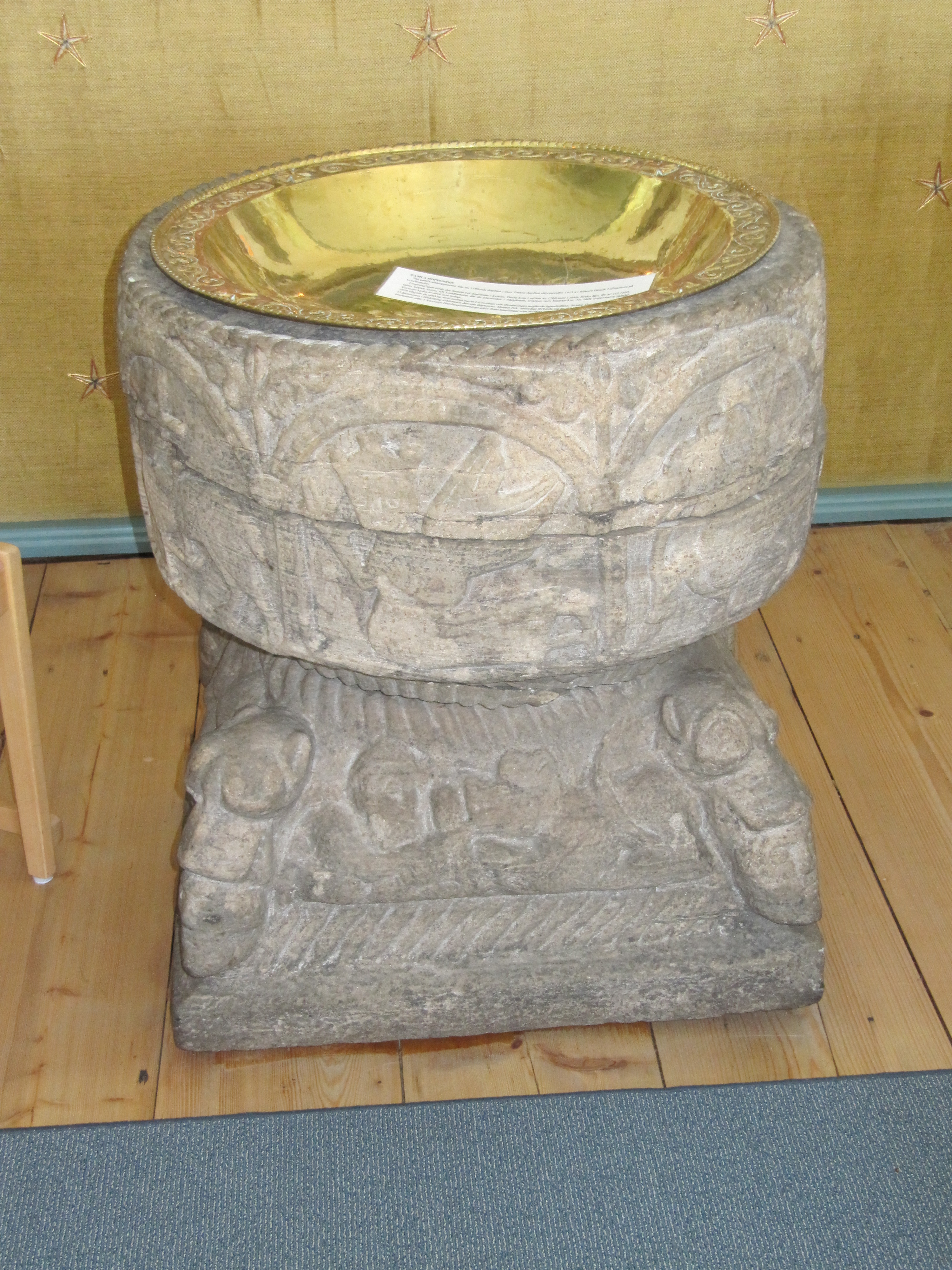
Gamla dopfunten av sten
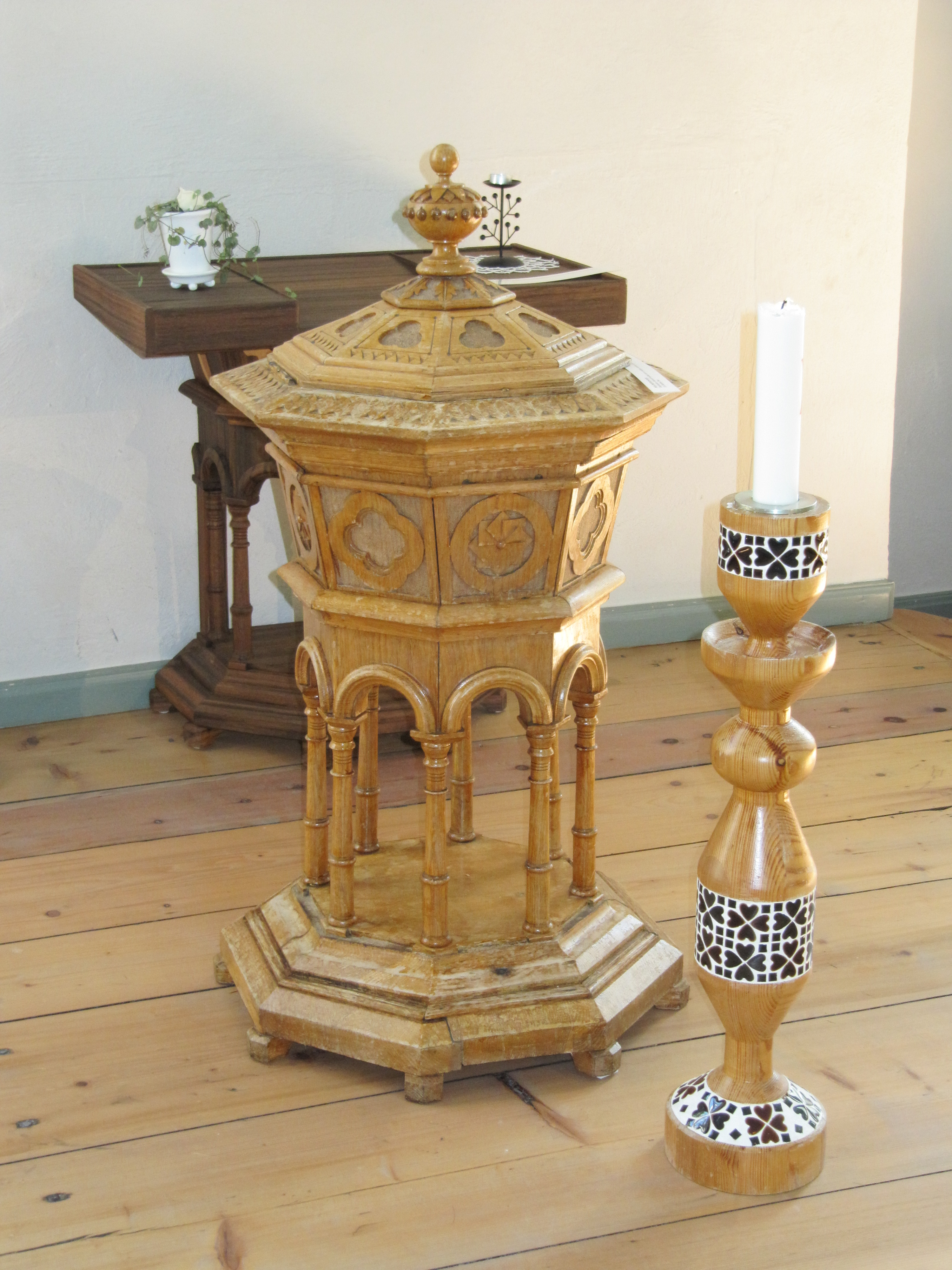
Nya dopfunten i koret

### Webbkällor
- Voxtorps kyrkliga samfällighet
- Historiska museet:bildvärld 910721F1    Dopfunt
- Historiska museet:bildvärld 910721S1    Triumfkrucifix